# Shota Phartenadze
Shota Phartenadze (in georgiano შოთა ფართენაძე?; Adżaria, 28 novembre 1994) è un lottatore georgiano, specializzato nella lotta libera.

## Biografia
Agli europei di Zagabria 2023 ha superato ai punti l'ungherese Gamzatgadzsi Halidov ai quarti ed è stato estromesso dal tabellone principale dell'albanese Zelimkhan Abakarov in semifinale con il punteggio di 4 pari; ha poi vinto la finale per il bronzo contro l'ucraino Taras Markovych.
Ai mondiali di Belgrado 2023 ha battuto ai punti il lottatore indipendente Andrei Bekreneu e l'uzbeko Jahongirmirza Turobov, mentre in semifinale è stato sconfitto per superiorità tecnica da Abasgadži Magomedov, anche lui in gara come indipendente; nella finale per il terzo posto ha superato l'ucraino Valentyn Bliasetskyi.

## Palmarès
| Anno | Manifestazione   | Sede        | Evento | Risultato | Note |
| ---- | ---------------- | ----------- | ------ | --------- | ---- |
| 2011 | Mondiali cadetti | Szombathely | 54 kg  | Bronzo    |      |
| 2013 | Europei junior   | Skopje      | 60 kg  | 5º        |      |
| 2013 | Mondiali junior  | Sofia       | 60 kg  | Bronzo    |      |
| 2016 | Europei U23      | Russe       | 61 kg  | Bronzo    |      |
| 2017 | Europei U23      | Szombathely | 61 kg  | Bronzo    |      |
| 2017 | Mondiali U23     | Bydgoszcz   | 61 kg  | 12º       |      |
| 2023 | Europei          | Zagabria    | 61 kg  | Bronzo    |      |
| 2023 | Mondiali         | Belgrado    | 61 kg  | Bronzo    |      |